# Villamediana de Iregua
Villamediana de Iregua é um município da Espanha 
na província e comunidade autónoma de La Rioja, de área 20,34 km² com população de 3335 habitantes (2004) e densidade populacional de 163,96 hab/km².

## Demografia
| Variação demográfica do município entre 1991 e 2004 | Variação demográfica do município entre 1991 e 2004 | Variação demográfica do município entre 1991 e 2004 | Variação demográfica do município entre 1991 e 2004 |
| --------------------------------------------------- | --------------------------------------------------- | --------------------------------------------------- | --------------------------------------------------- |
| 1991                                                | 1996                                                | 2001                                                | 2004                                                |
| 1883                                                | 1945                                                | 2506                                                | 3335                                                |